# Laogo
Laogo est une localité située dans le département de Boussé de la province du Kourwéogo dans la région Plateau-Central au Burkina Faso.

## Géographie
Laogo est situé à environ 35 km l'est de Boussé et à 5 km au sud-est de Likinkelsé.

## Santé et éducation
Le centre de soins le plus proche de Laogo est le centre de santé et de promotion sociale (CSPS) de Likinkelsé tandis que le centre médical avec antenne chirurgicale (CMA) de la province se trouve à Boussé.
Le village possède une école primaire publique.